# Le Péché d'une mère (film, 1951)
Pour les articles homonymes, voir Core 'ngrato et Le Péché d'une mère.
Pour plus de détails, voir Fiche technique et Distribution.
Le Péché d'une mère (Core 'ngrato) est un melodramma strappalacrime italien réalisé par Guido Brignone, sorti en 1951.

## Fiche technique
- Titre français : Le Péché d'une mère[1]
- Titre original italien : Core 'ngrato
- Réalisation : Guido Brignone
- Scénario : Mario Monicelli
- Genre : Melodramma strappalacrime

## Distribution
- Carla Del Poggio : Elena Franzosi
- Frank Latimore : Enrico De Marchi
- Gabriele Ferzetti : Giorgio Suprina
- Tina Lattanzi : Elvira De Marchi
- Anita Durante
- Liana Del Balzo